# Alex Manente
Alex Spinelli Manente (São Bernardo do Campo, 29 de agosto de 1979) é um advogado e político brasileiro membro titular do Diretório Nacional do Cidadania. Atualmente exerce seu segundo mandato de deputado federal por São Paulo, sendo o líder da bancada do partido desde fevereiro de 2021. Ele foi Secretário de Relações Internacionais da Câmara e titular nas comissões da PEC da prisão em 2ª instância e do PL de medicamentos formulados com Cannabis. É membro das Frentes Parlamentares 
da Química (como coordenador), Ambientalista, da Mineração e da Indústria.

## Carreira política
Manente teve o início de sua carreira política no ABC Paulista. Veio a assumir a presidência do Juventude do PPS, em São Bernardo do Campo, em 1998.
Em 2004 foi eleito o vereador mais votado da história da Câmara de São Bernardo do Campo, com 12.507 votos e exerceu o cargo legislativo durante dois anos, sendo, também, o vereador mais votado da história de todo o Grande ABC. Em 2006 foi eleito deputado estadual com 60.571 votos e em 2010 foi reeleito com 114.714 votos, sendo o deputado estadual mais votado da história do PPS. Foi candidato a prefeito de São Bernardo do Campo em 2008, 2012 e 2016, chegando neste ano ao segundo turno e conquistando 142.817 votos. Em 2020, diante do cenário da pandemia, optou por superar as divergências e apoiar Orlando Morando em sua reeleição.

### Deputado federal
Na eleição estadual de 2014, Alex foi eleito deputado federal. Nesse primeiro mandato votou a favor nas seguintes pautas: o PL 4330 da Terceirização, o Impeachment de Dilma Rousseff (PT), a cassação de Eduardo Cunha (PMDB), a Reforma Trabalhista  e a denúncia contra Michel Temer (PMDB). Alex votou contrário às Medidas Provisórias 664 e 665, propostas por Dilma, relativas à pensão por morte e ao seguro desemprego respectivamente. Ele esteve ausente na votação da PEC do Teto de Gastos.
Na Eleição municipal de 2016 candidatou-se novamente à prefeitura, repetindo com Admir Ferro como candidato a vice. Chegando ao segundo turno, recebeu apoio de setores do PT, enquanto seu rival Orlando Morando (PSDB) foi apoiado pelo PCdoB. Alex foi derrotado com 40% dos votos.
Foi reeleito deputado federal na eleição estadual de 2018. No segundo turno da eleição presidencial, apoiou Jair Bolsonaro (PSL).
Dentre as principais votações no congresso durante seu segundo mandato, votou a favor nas seguintes pautas: criminalização de responsáveis pelo rompimento de barragens; PEC da Reforma da Previdência; "Pacote Anti-crime"; Novo Marco Legal do Saneamento; MP 910 (conhecida como MP da Grilagem); congelamento de salário de servidores públicos durante a pandemia; anistia da dívida das igrejas; convocação de uma Convenção Interamericana contra o Racismo; autonomia do Banco Central e prisão do deputado bolsonarista Daniel Silveira (PSL/RJ).
Votou contra o aumento do Fundo Partidário e a possibilidade de alteração ou diminuição do Fundo Eleitoral. Na regulamentação do novo FUNDEB,  votou pela possibilidade de destinar verbas para a educação privada, porém, votou para que a destinação fosse apenas para o ensino público.  Esteve ausente nas seguintes votações: MP 867 (que segundo ambientalistas alteraria o Código Florestal anistiando desmatadores); inclusão ou exclusão de professores nas regras da Reforma da Previdência e PL 3723 que regulamenta a prática de atiradores e caçadores.
Em novembro de 2019, apresentou a PEC que prevê a prisão de condenados em segunda instância . Em dezembro de 2019, Alex se associou aos movimentos políticos suprapartidários Livres e RAPS. Na eleição municipal de 2020, abdicou da candidatura a prefeito e apoiou Orlando Morando (PSDB), que se reelegeu.
Criou o projeto que prevê punição para quem fura a fila de vacinação contra a COVID-19.

## Desempenho eleitoral
| Ano  | Eleição                            | Cargo             | Partido   | Coligação                                                 | Vice                   | Votos            | Resultado                               |
| ---- | ---------------------------------- | ----------------- | --------- | --------------------------------------------------------- | ---------------------- | ---------------- | --------------------------------------- |
| 2004 | Municipal de São Bernardo do Campo | Vereador          | PPS       | PPS / PSB / PSDB / PL                                     | —                      | 12.507 (3,56%)   | Eleito (vereador mais votado)           |
| 2006 | Estadual de São Paulo              | Deputado Estadual | PPS       | PPS / PSDB / PFL / PTB                                    | —                      | 60.571 (0,36%)   | Eleito (82º deputado mais votado de SP) |
| 2008 | Municipal de São Bernardo do Campo | Prefeito          | PPS       | PPS / PCdoB                                               | Walter Tavares (PCdoB) | 49.440 (12,24%)  | Não eleito (3º lugar)                   |
| 2010 | Estadual de São Paulo              | Deputado Estadual | PPS       | sem coligação proporcional                                | —                      | 114.714 (0,64%)  | Eleito (27º deputado mais votado de SP) |
| 2012 | Municipal de São Bernardo do Campo | Prefeito          | PPS       | PPS / PTN / PRTB / PHS / PMN / PRP / PSDB                 | Admir Ferro (PSDB)     | 122.924 (30,94%) | Não eleito (2º lugar, 1º turno)         |
| 2014 | Estadual de São Paulo              | Deputado Federal  | PPS       | PPS / PSDB / DEM                                          | —                      | 164.760 (0,86%)  | Eleito (24º deputado mais votado de SP) |
| 2016 | Municipal de São Bernardo do Campo | Prefeito          | PPS       | PPS / PRB / PMN / DEM / PTB / PV / PPL                    | Admir Ferro (PTB)      | 142.817 (40,06%) | Não eleito (2º turno)                   |
| 2018 | Estadual de São Paulo              | Deputado Federal  | PPS       | PPS / PSB / PSC / PTB                                     | —                      | 127.366 (0,68%)  | Eleito (24º deputado mais votado de SP) |
| 2022 | Estadual de São Paulo              | Deputado Federal  | Cidadania | Federação PSDB Cidadania                                  | -                      | 196.866 (0,83%)  | Eleito                                  |
| 2024 | Municipal de São Bernardo do Campo | Prefeito          | Cidadania | Fe. PSDB Cidadania/PL/MDB/Progressistas/PSD/Solidariedade | Paulo Eduardo (PL)     | 110.791 (26,53%) | 2º turno                                |
| 2024 | Municipal de São Bernardo do Campo | Prefeito          | Cidadania | Fe. PSDB Cidadania/PL/MDB/Progressistas/PSD/Solidariedade | Paulo Eduardo (PL)     | 163.429 (44,26%) | Não eleito (2º turno)                   |